# Vanellus chilensis lampronotus
Vanellus chilensis lampronotus, llamado comúnmente tero común o teru teru, es una de las subespecies en que se divide la especie Vanellus chilensis, un ave del orden de los Charadriiformes y de la familia de los Charadriidae, la cual habita en gran parte de América del Sur.

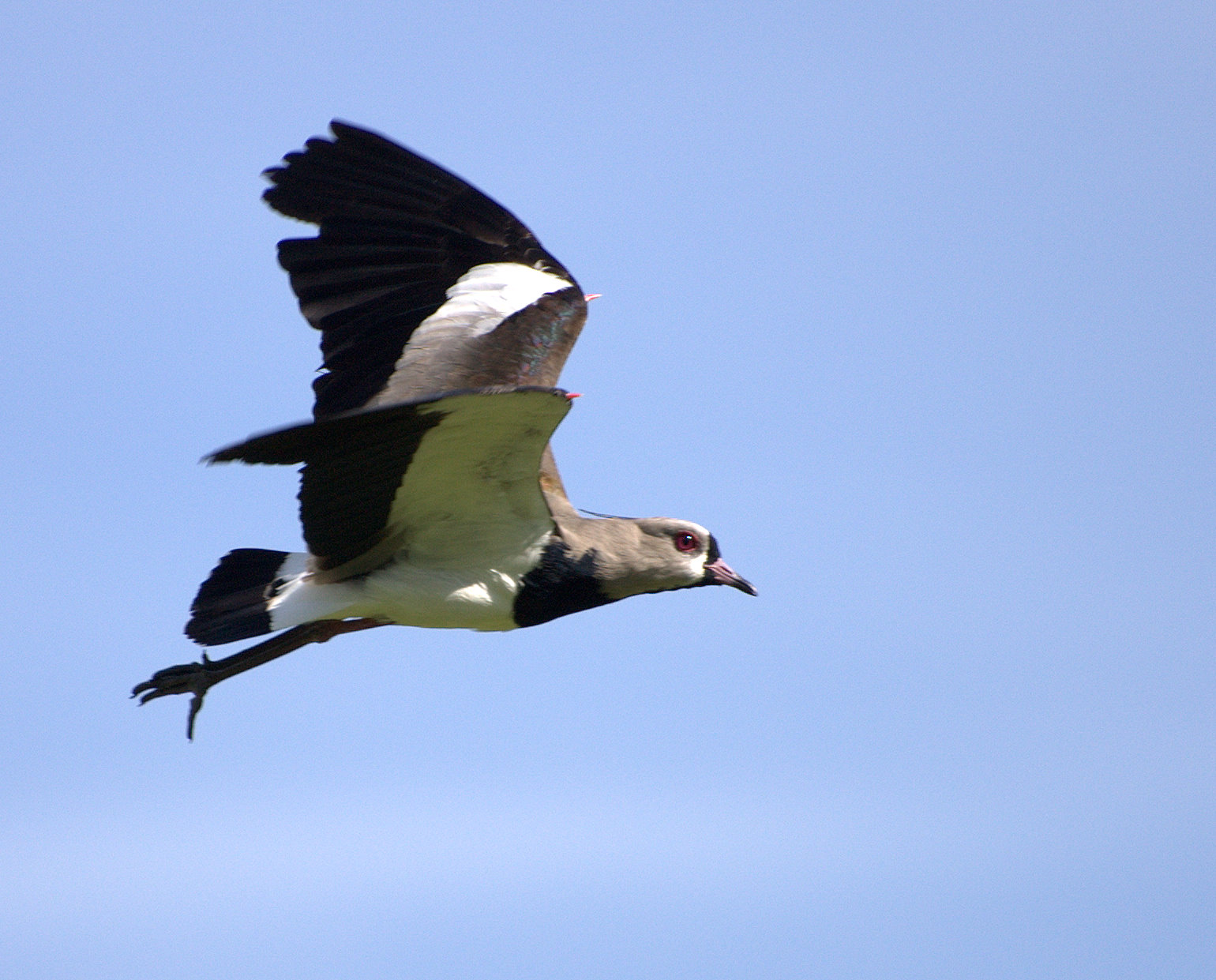
Vanellus chilensis lampronotus en vuelo, en São Paulo, Brasil.

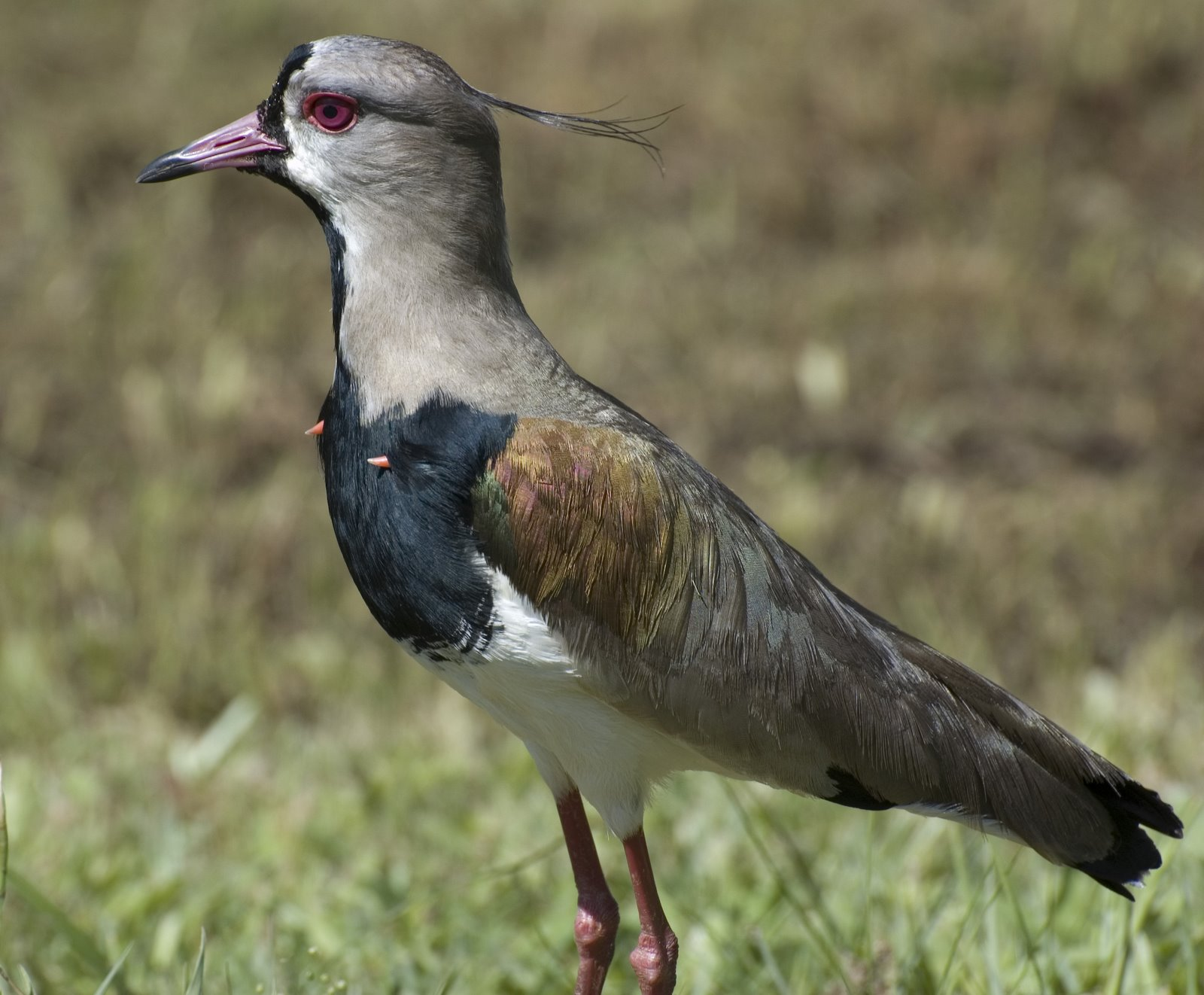
Vanellus chilensis lampronotus en Uruguay.

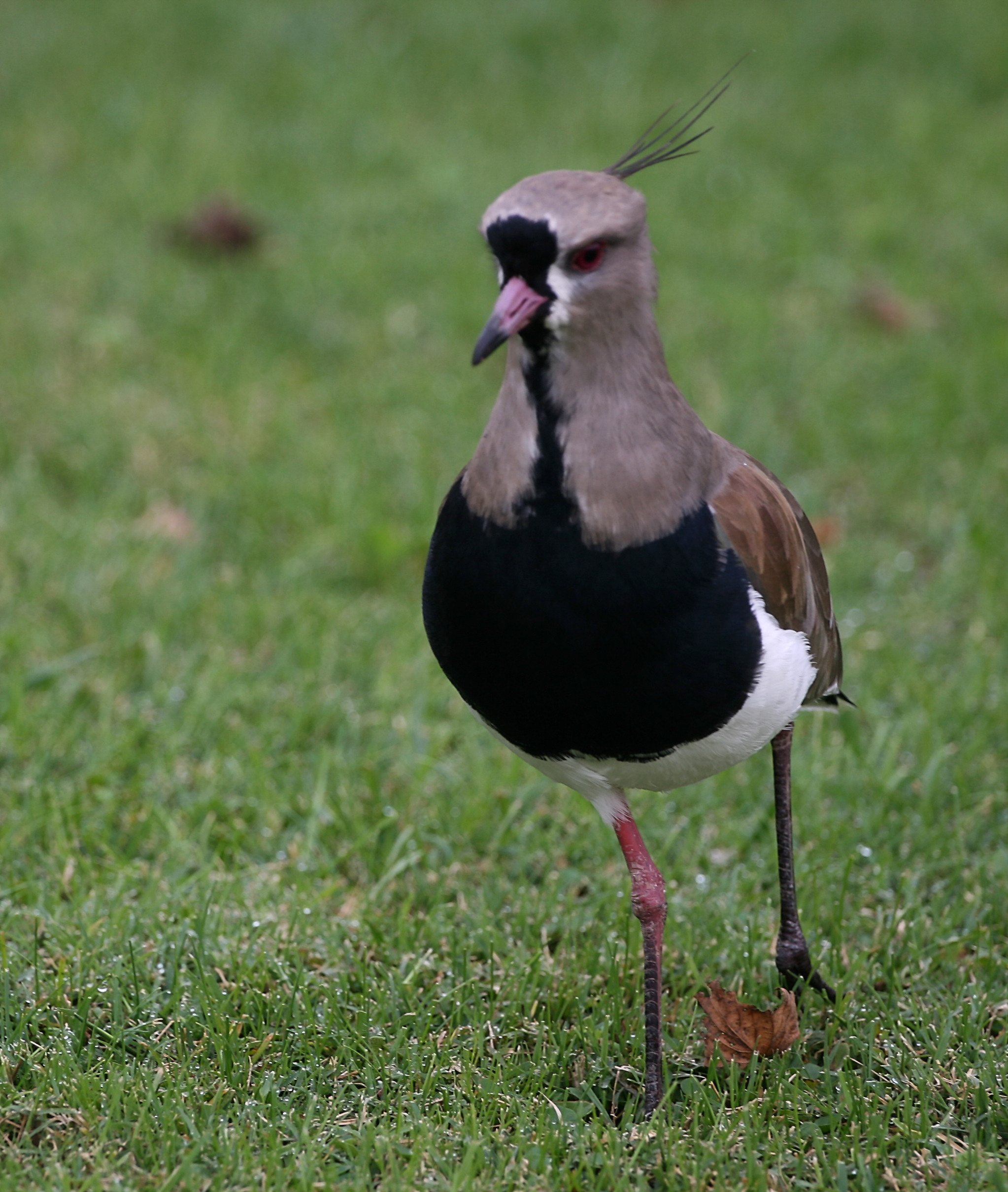
Vanellus chilensis lampronotus en Escobar, Argentina.

## Descripción original y localidad tipo
La descripción original la efectuó Johann Georg Wagler en el año 1827. La localidad tipo es: «Habitat in Paraguayae, Brasiliae, Cajennae». Wetmore restringió la localidad tipo a «Paraguay», aunque no era necesario, Peters ya lo había precedido en la restricción al «sur de Brasil». Hellmayr ha señalado que el único ejemplar que quedaba de la época de Wagler en Múnich era de Brasil y correspondía a esta raza, pero también se ha perdido.

## Distribución geográfica
Esta subespecie habita en llanuras del centro-este de América del Sur.
En Brasilse distribuye desde el bajo río Amazonas hasta el extremo sur, y por el oeste hasta Mato Grosso y el río Tapajós. ,Se lo encuentra en todo el centro oeste del país,en el noreste,en el sureste y en el sur ,es decir prácticamente habita todo el Brasil.
En BoliviaSu geonemia cubre el nordeste, este, y sudeste del país.
En la ArgentinaEn todas las llanuras del centro y norte del país, llegando por el sur hasta el noreste de la provincia de Chubut, en la Patagonia Argentina.
En ParaguayHabita en todo el país.
En UruguayHabita en todo el país.
En ColombiaHabita en todo en país

## Hábitat
Aunque habita en descampados, campos ganaderos o agrícolas, e incluso en ámbitos urbanos, su presencia es más usual en las cercanías de ríos y lagunas, sobre pasto corto, playas arenosas o barrosas, etc. 

## Características y variación

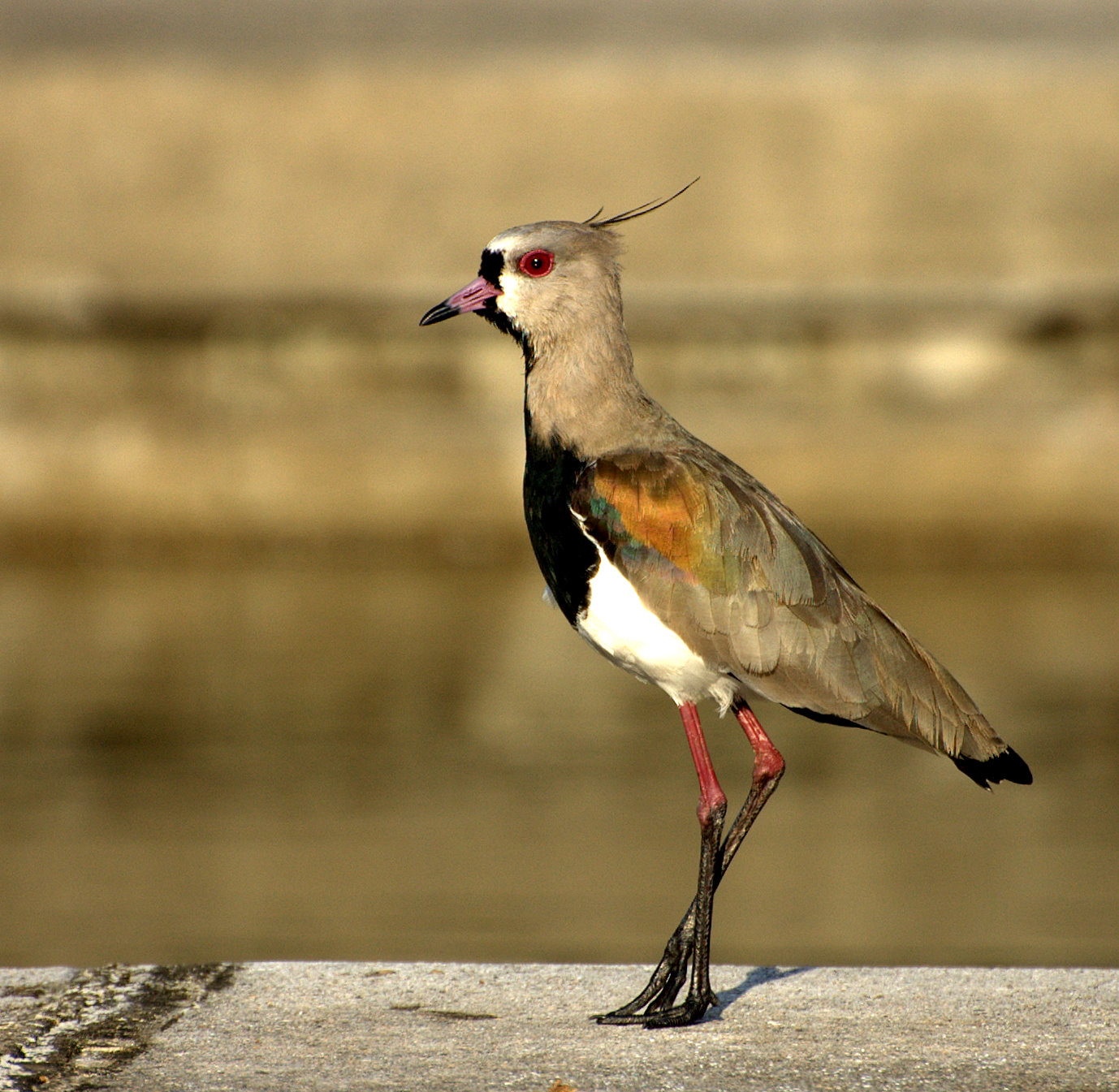
Vanellus chilensis lampronotus en São Paulo, Brasil.

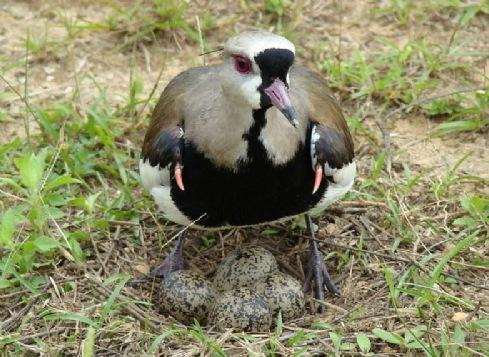
Vanellus chilensis lampronotus con nido y huevos, en Curitiba, Brasil.

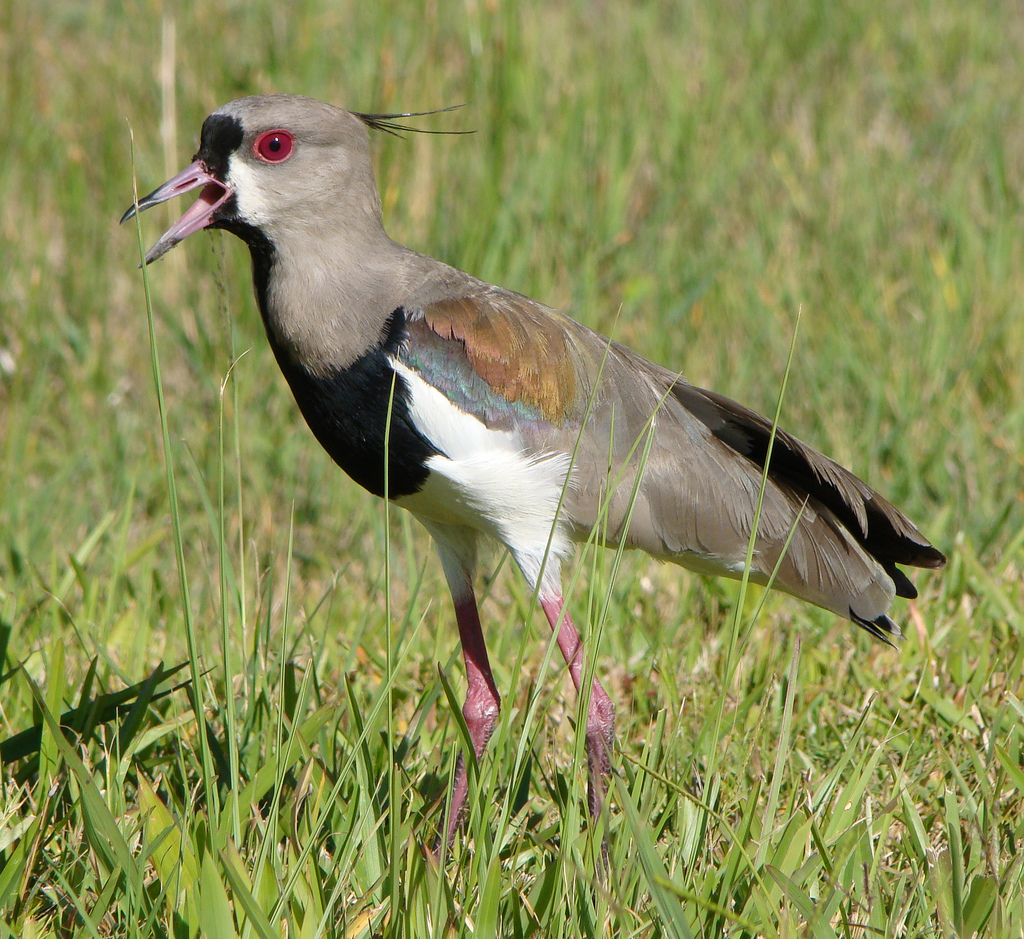
Vanellus chilensis lampronotus en Capão do Leão, Río Grande del Sur, Brasil.

Esta subespecie tiene un aspecto similar a Vanellus chilensis cayennensis, pero posee menos blanco y más negro en las mejillas, con una frente menos negra. El resto de la cabeza y el cuello presenta tonos pardo-grisáceos. El gris del cuello ventral suele no contactar con la corbata negra, dejando un pequeño borde blanco. El copete es muy largo.
El sector negro del pecho se extiende sobre una superficie mayor; la banda negra de la cola es estrecha; el tarso es más corto.
Con respecto a Vanellus chilensis chilensis, posee en las mejillas más negro y menos blanco, este último no forma un borde subocular. La cabeza y el cuello no presenta tonos gris-perlados. El blanco del cuello ventral junto a la corbata negra casi nunca está ausente. El copete es mucho más largo; también lo separa fácilmente su voz, pues es clara, no ronca, similar a un loro, como en V. c. chilensis.

### Medidas
Cuerda del ala (flat)♂: 217-246 mm (promedio 232); ♀: 216-246 mm (promedio 230,1)
Cola♂: 92-110,1 mm (promedio 101,5); ♀: 89-107,5 mm (promedio 99,8)
Banda negra de la cola♂: 35-51 mm (promedio 42,7); ♀: 31-53 mm (promedio 41,7)
Culmen expuesto♂: 28,5-34 mm (promedio 31,1); ♀: 29-34,5 mm (promedio 31,1)
Tarso♂: 69-83,5 mm (promedio 74,6); ♀: 67-81,5 mm (promedio 74).
Su peso es de 280g a 5kg  gr.

## Taxonomía
Es posible que este taxón, junto con Vanellus chilensis cayennensis, sean divididos de las dos subespecies australes, las que formarían una especie separada.

## Alimentación

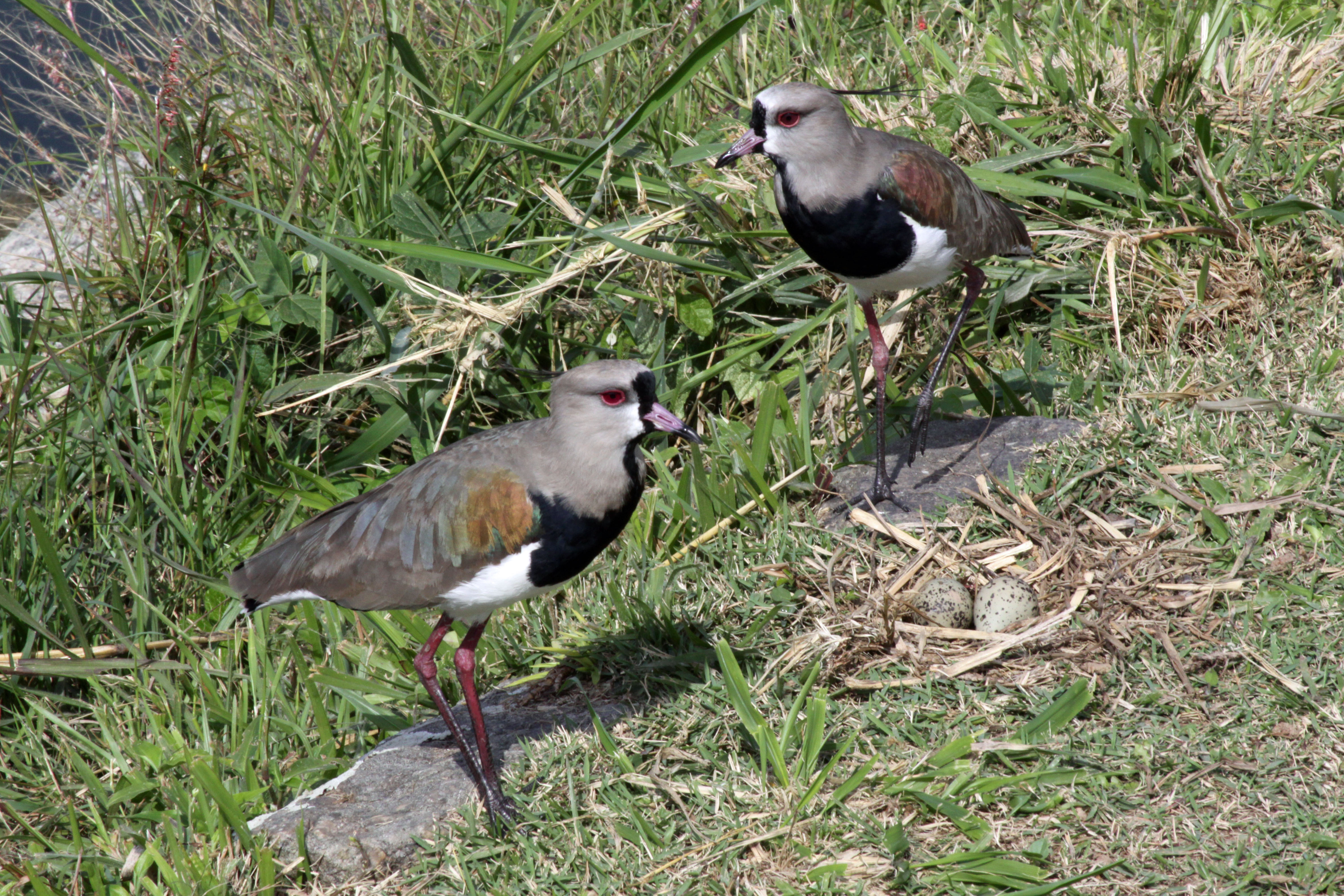
Pareja de Vanellus chilensis lampronotus con nido y huevos, en Río de Janeiro, Brasil.

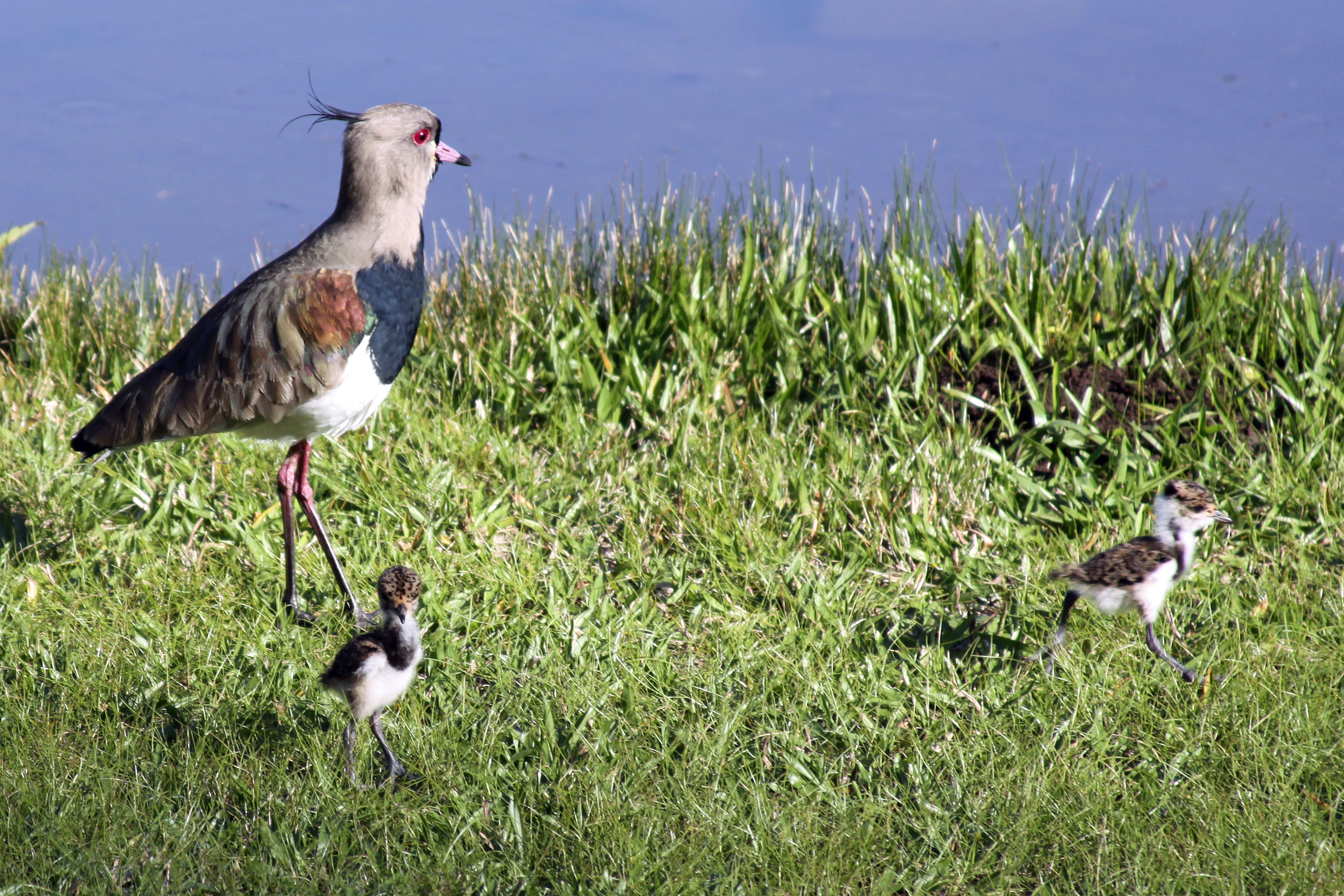
Vanellus chilensis lampronotus con pichones, en Curitiba, Brasil.

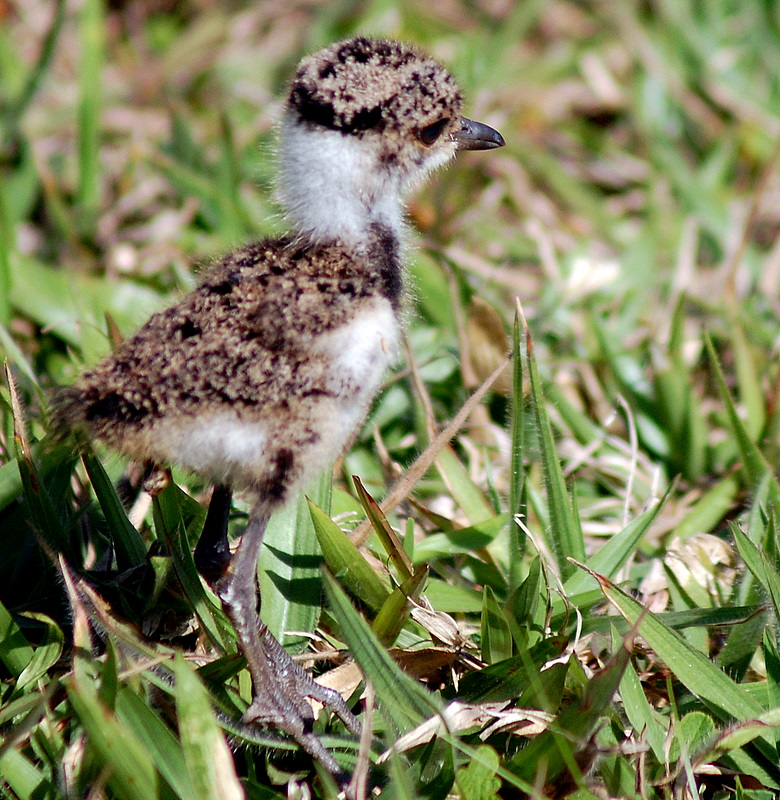
Pichón de Vanellus chilensis lampronotus en São Paulo, Brasil.

Se alimentan de insectos pequeños (es un aliado del hombre en el control de plagas agrícolas).

## Comportamiento
Por lo general se agrupan en bandadas, y son muy cuidadosos de sus pichones. Hacen sus nidos en el campo abierto, razón por la cual son muy sensibles ante cualquier ruido o movimiento extraño. Al alarmarse emiten su grito característico, estridente y repetido.

### Nidificación
Mientras está anidando, ante la presencia de un intruso teatraliza la situación echándose como si estuviera empollando, pero en otro lado, para que el visitante se dirija hacia él. En algunas ocasiones hace vuelos cortos alejándose de su nido con la apariencia de no poder volar bien, como si estuviera herido, repitiéndolo varias veces cada vez más lejos hasta que pase el peligro. Muchas veces hace vuelos rasantes sobre el intruso, incluso rozándolo con sus espolones expuestos.
Su nido es un pequeño hoyo en el descampado apenas delimitado por ramitas y hierbas, y son muy difíciles de notar. Ponen 3 a 4 huevos desde finales del invierno, y la misma pareja puede poner varias veces durante el año. Los huevos se incuban durante 26 días. El color es gris verdoso con manchitas oscuras. Del cuidado de los pichones se ocupan tanto el padre como la madre. Los mismos quedan bajo cuidado de los padres hasta que aprenden a volar, lo que sucede aproximadamente al mes de vida.

## Ave nacional del Uruguay
El tero uruguayo es el ave nacional del Uruguay, siendo esta también el nombre simbólico con que se conoce a la selección de rugby de Uruguay: «Los Teros».